# Cnecosa
Cnecosa é um género de coleópteros da família Erotylidae.